# Албергарія-да-Серра
Албергарі́я-да-Се́рра (порт. Albergaria da Serra; МФА: [aɫ.bɨɾ.gɐ.ˈɾi.ɐ dɐ ˈse.ʁɐ]) — колишня парафія в Португалії, в муніципалітеті Арока. Перебувала у складі округу Авейру.  Входила до регіону Північ. За старим адміністративним поділом, що був чинним до 1976 року, територія парафії належала провінції Берегове Дору.  Ліквідована 28 січня 2013 року. Увійшла до складу парафії Кабрейруш і Албергарія-да-Серра. Площа парафії — 14,72 км², населення — 105 ос. (2011), густота населення — 7,13 осіб/км²
. Патрон — Діва Марія. Поштовий індекс — 4540. Код  — 010401.

## Географія

Арока (2013)
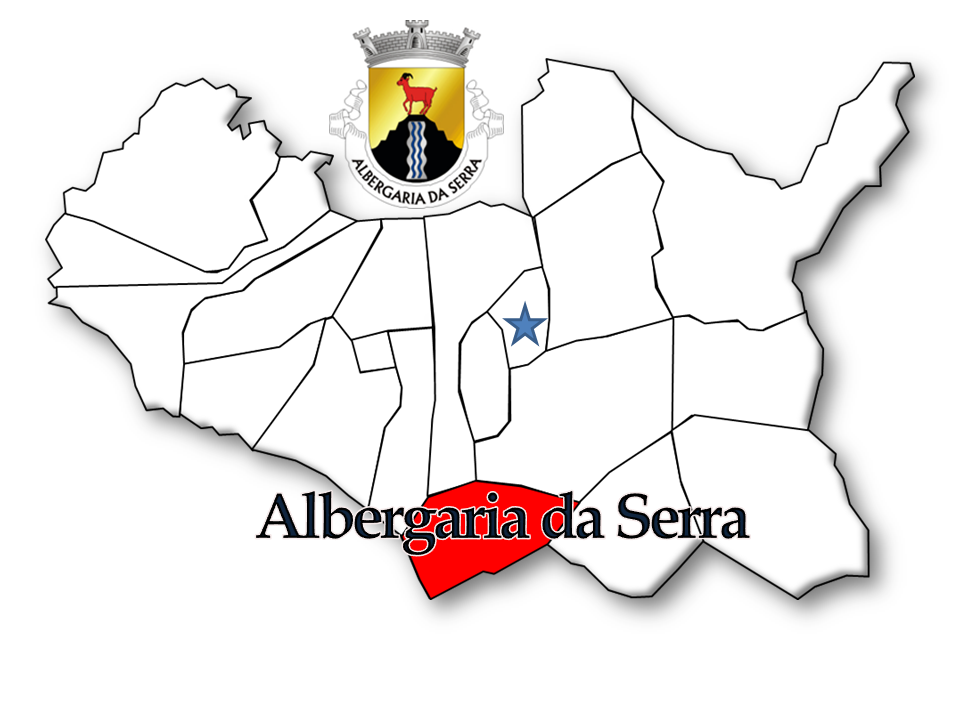
Албергарія-да-Серра

## Населення
| Кількість мешканців | Кількість мешканців | Кількість мешканців | Кількість мешканців | Кількість мешканців | Кількість мешканців | Кількість мешканців | Кількість мешканців | Кількість мешканців | Кількість мешканців | Кількість мешканців | Кількість мешканців | Кількість мешканців | Кількість мешканців | Кількість мешканців |
| ------------------- | ------------------- | ------------------- | ------------------- | ------------------- | ------------------- | ------------------- | ------------------- | ------------------- | ------------------- | ------------------- | ------------------- | ------------------- | ------------------- | ------------------- |
| 1864                | 1878                | 1890                | 1900                | 1911                | 1920                | 1930                | 1940                | 1950                | 1960                | 1970                | 1981                | 1991                | 2001                | 2011                |
| 168                 | 165                 | 201                 | 230                 |                     |                     |                     | 248                 | 222                 | 253                 | 218                 | 209                 | 181                 | 140                 | 105                 |